# إرنست ساكس
إرنست ساكس (بالإنجليزية: Ernest Sachs)‏ من مواليد 25 يناير 1879 وهو جراح أعصاب أمريكي وحفيد مؤسس غولدمان ساكس، أصبح إرنست أستاذ جراحة المخ والأعصاب في كلية الطب بجامعة واشنطن في سانت لويس (ميزوري) في عام 1919. وكان رئيسا لجمعية جراحي الأعصاب في الفترة من 1925 إلى 1927 ورئيس الجمعية العصبية الأمريكية في 1943. جنبا إلى جنب مع هارفي كوشينغ المعروف بأب جراحة المخ والأعصاب.

## حياته
ولد إرنست ساكس في 25 يناير 1879 في مدينة نيويورك. كان والده يوليوس ساكس معلما وكانت والدته روزا جولدمان ابنة مؤسس غولدمان ساكس، ماركوس جولدمان. نشأ في مدينة نيويورك، حيث تعلم العزف على التشيلو من سن السادسة.
تخرج ساشس من جامعة هارفارد في عام 1900. وفي عام 1904، حصل على درجة طبية من مدرسة طب جامعة جونز هوبكنز، حيث كان يدرس من قبل البروفيسور ويليام أوسلر، وأكمل إقامته لمدة ثلاث سنوات تحت إشراف الدكتور أرباد جيستر في مستشفى ماونت سيناي (مانهاتن) في عام 1907. ثم أمضى ثلاث سنوات أخرى في فيينا وبرلين ولندن، حيث درس تحت السير فيكتور هورسلي وكتب أطروحة عن المهاد.

## وظيفته
مارس ساشس جراحة المخ والأعصاب في مدينة نيويورك. في عام 1911، انتقل إلى سانت لويس (ميزوري) حيث كان يدرس جراحة المخ والأعصاب في مدرسة طب جامعة واشنطن. وفي عام 1919، أصبح أول أستاذ لجراحة المخ والأعصاب في الولايات المتحدة.
كان ساشس عضوا مؤسسا لجمعية جراحي الأعصاب، وعمل أمينا للخزانة من 1920 إلى 1924، ورئيسا لها من 1925 إلى 1927. شغل منصب رئيس الجمعية العصبية الأمريكية في عام 1943. كما عمل أيضا في مجلس إدارة المجلس الأمريكي للجراحة العصبية. بالإضافة إلى ذلك، كان ساشس عضوا فخريا في الجمعية الملكية للطب.
استقال ساكس من جامعة واشنطن في عام 1949، وأصبح أستاذا فخريا في مدرسة طب جامعة ييل.

## وفاته
تزوج ساكس ماري بارملي كويز وهي كاتبة مسرح وشاعرة، في عام 1913. كان لديهم ابنان، إرنست ساكس وتوماس ساكس وابنة.
توفي ساشس في 2 ديسمبر 1958 في نيو هافن، كونيتيكت.